# Longa-metragem
Longa-metragem, no Brasil, é uma obra cinematográfica com duração de pelo menos setenta minutos.
Em outros países, o tempo mínimo pode ser diferente. Nos EUA, a Academia de Artes e Ciências Cinematográficas e o American Film Institute definem um longa pela duração de 40 minutos ou mais. Porém, a Screen Actors Guild exige um mínimo de 80 minutos.
No Reino Unido, o British Film Institute segue o padrão da Academia e do AFI (80 minutos). A legislação da França define long métrage como um filme no formato 35 mm com pelo menos 1 600 metros, o que equivale a 58 minutos e 29 segundos de projeção.